# 迪力夏提·柯德尔汗
迪力夏提・柯德尔汗（Dilshat Kidirhan；1966年1月—），新疆特克斯人，柯尔克孜族，中国共产党党员。中华人民共和国政治人物、第十三届全国人民代表大会新疆地区代表。2016年6月，任新疆克孜勒苏柯尔克孜自治州州长；2021年2月4日，补选为新疆维吾尔自治区政协副主席。
2018年2月24日，当选为第十三届全国人大代表。